# Německá toponyma
Toponyma v německojazyčných oblastech mohou být klasifikována podle jazyka, ze kterého pochází nebo podle období jejich původu.

## Německá jména pocházející z pravěku a středověku

### Přípony (suffixy)
1. –ach („řeka“), příklady: Echternach, Salzach
2. –au, –aue (vztahující se k řekám nebo vodě), přípona „–au“ (dříve psáno jako ow, owe, ouwe) znamená, že osady byly postaveny u potoků a řek, příklady: Passau, město Aue
3. –bach nebo dolnoněmecké –bek („potok“, „beck“ „bach/batch“ jako v Comberbach), příklady Amorbach, Ansbach, Reinbek, Wandsbek
4. –baum („strom“), příklady: Oranienbaum
5. –brücken nebo –brück („mosty“, „most“), příklady: Saarbrücken (v současné němčině znamená Saarbrücken doslova mosty přes řeku Saar), Osnabrück, Innsbruck (složeno z německých názvů řeky Inn a most Brücke, znamená tedy most přes řeku Inn)
6. –bühl nebo –bühel („kopec“), příklady: Dinkelsbühl, Kitzbühel
7. –burg („donjon“, „hrad, pevnost“, „borough“), příklady Hamburg, Augsburg, Luxemburg, Regensburg (Regensburg je vytvořeno z řeky Regen (Řezná), ke kterému se přidává výrazný „burg“, což znamená „hrad, pevnost“, v překladu „hrad na řece Řezná“), Salzburg (Solnohrad), Straßburg (německý název města Straßburg znamená v překladu „hrad u cesty“, Straße/Strasse je cesta a Burg (francouzsky -bour, německy -burg) je hrad, pevnost
8. –berg („hora“), příklady: Bamberg, Heidelberg, Nürnberg, Königsberg (Králova hora, dnes Kaliningrad).
9. –dorf nebo –torf („vesnice“, „ves“), příklady Düsseldorf, Reinickendorf, Neudorf (Nová Ves, okres Sokolov)
10. –ey („ostrov“), příklady Norderney, Hacheney (v britské angličtině může být „ey“ použito ve slově Hackeney nebo jako podstatné jméno „ait“ či „eyot“
11. –feld nebo –felde („pole“), příklady Bielefeld, Mansfeld, Saalfeld
12. –furt („brod“), příklady Erfurt, Frankfurt (město se nachází na starém brodě, doslovně přeloženo jako „brod Franků“, česky zvaný též jako „Frankobrod“), Schweinfurt (česky Svinibrod), Klagenfurt (doslovně přeloženo jako „brod nářků“)
13. –hagen („pole“ nebo „dřevo“, významově "Újezd"), příklady Hanshagen
14. –halde nebo –halden („stráň“ nebo „svah“; příbuzné norskému názvu města Halden), příklady Haldensee, Osshalden
15. –heim (jižní a střední Německo, Švýcarsko, Alsasko), –ham nebo –am (Bavorsko a Rakousko), –hem nebo –em (západní Německo), –um (severní Německo) (všechny jsou příbuzné anglickému „domov“ a anglické místní příponě „–ham“), příklady: Alkersum, Bochum, Borkum, Pforzheim, Kirchham, Schiltigheim, Mannheim (v překladu „domov Mannů“), Mülheim, Bad Windsheim
16. –haven nebo –hafen („přístav“), příklady Wilhelmshaven, Bremerhaven (doslova bremenský přístav), Friedrichshafen
17. –hof nebo –hofen („statek“ nebo „statky“), příklady Hof, Bechhofen, Schönhof (Krásný Dvůr, okres Louny)
18. –hufe („kopyto“), příklady Grünhufe
19. –hut („čepice“), příklady Landshut, Waldshut
20. –hausen („domy“), příklady: Mühlhausen, Recklinghausen, Schaffhausen.
21. –ing nebo –ingen, –ungen, –ung, –ens (ve smyslu „potomci něčeho“, užíváno spolu s osobním jménem jako první část, příbuzné anglické příponě „–ing“ jako například ve slově Reading), příklady Göttingen, Esslingen, Straubing, Esens
22. -itz
23. –kirchen nebo –kirch („kostel“ nebo také „kirk“), příklady Feldkirch, Gelsenkirchen, Neunkirchen
24. -moor ("slanisko", "bahnisko", "brniště")
25. dolnoněmecké –oog (severozápad) nebo –öhe, –oie, –ee (severovýchod) (ve smyslu „malý ostrov“), příklady Schiermonnikoog (Nizozemsko), Hiddensee
26. –roth, –rath, –rode, –reuth, nebo –rade („mýtina“) příbuzné anglickým Murgatroyde, Bergerode, Harrod, příklady Roth, Bayreuth, Overath, Wernigerode (v období, kdy bylo toto místo poprvé osídleno zde byl les, který musel být prvně vykácen, proto přípona „–rode“ pro mýtinu). Může být použita i jako přepona „Rade–“: Radebeul, Radevormwald
27. –stadt, –stedt, –stätt nebo –stetten („osídlení“, „město“, „místo“, příbuzné anglickému „–stead“ jako v případě Walstead), příklady Darmstadt, Eichstätt, Ingolstadt, Neustadt (v překladu Nové město), Eisenstadt (v překladu Železné město)
28. –tal nebo –thal („údolí“), příklady Wuppertal (doslova přeloženo jako „údolí Wupper“, Roßtal, St. Joachimsthal (v překladu „údolí svatého Jáchyma“), Liebauthal (Libavské Údolí, okres Sokolov)
29. –wald nebo –walde („les“), příklady: Greifswald, Regenwalde, Schönwald (Krásný Les, okres Karlovy Vary), Schwarzwald (Černý les)
30. –wang, –wangen nebo –wängle („louka“), příbuzné norskému „vang“ a anglickému „wetwang“, příklady Feuchtwangen, Ellwangen, Nesselwängle
31. –wend nebo –winden (znamená malé slovanská sídla obklopená německým prostředím, příklady Bernhardwinden poblíž Ansbachu, Wenden poblíž Ebhausenu
32. –werder, –werth, –wörth nebo –ort (ostrov, křemelák), příklady Donauwörth, Finkenwerder, Kaiserswerth, Ruhrort
33. –witz

### Předpony (prefixy)
1. Alt–, Alten– nebo dolnoněmecké Olden– („starý“), příklady: Alt Eberstein, Altenberg (v překladu Stará hora), Oldenburg (Stará hora v dolnoněmčině)
2. Groß– nebo Großen– („velký“), příklady: Groß Kiesow (v překladu Velký Kiesow), Großenhain
3. Hoh–, Hohen–, Höch– nebo Hoch– („vysoký“, „vyšší“, „horní“), příklady Hohenschönhausen, Hohkönigsburg, Höchstadt (v překladu Horní město)
4. Klein– nebo dolnoněmecké Lütten– („malý“), příklady Klein Kiesow (v překladu Malý Kiesow)
5. Neu–, Neuen– nebo dolnoněmecké Nien– („nový“), příklady Neuburg am Inn (v překladu Nový hrad nad Innem), Neuenkirchen, Nienburg (v překladu Nový hrad)
6. Nieder– („dolní“, příbuzné k anglickému „nether“), příklady: Niederschönhausen
7. Ober– („vysoký“, „vyšší“, „horní“) nebo Oberst– („nejvyšší“), příklady Oberhausen, Oberwesel, Oberstdorf (v překladu Nejvyšší vesnice)
8. Wendisch– nebo Windisch–, příklady Wendisch Baggendorf, Windischgarsten. Daná předpona odkazuje (zejména u současných a bývalých rakouských územích) k původnímu jazyku obyvatel, další příklady: Böhmisch Krummau (Český Krumlov), Unter-Deutschau (Nemška Loka)
9. Unter– („dolní“ doslova „pod“), příklady Unterliederbach

#### Další předpony
Předpony mohou být použity k odlišení blízkých osad s jinak stejným názvem. Mohou být připojeny nebo stát samostatně. Obě osady, které mají být rozlišeny, mohou mít protichůdné prefixy (např.: Niederschönhausen and Hohenschönhausen), ale je také běžné připojení předpony pouze k jednomu z nich (např.: Stettin and Neustettin).
Předpony mohou mít také popisný charakter. Důkazem jsou například Lichten– nebo Lichter– („tenký“, např.: Lichtenhagen), Schön– nebo Schöne– („krásný“; například Schönwalde, v překladu Krásný les), Grün– nebo Grüne– („zelený“; Grünwald, v překladu Zelený les).
Předpony mohou být také použity k označení (dřívějšího) vlastníka daného místa. Příkladem mohou být například Kirch– („církevní majetek“, příklad: Kirch Jesar), Bischofs– („majetek biskupa“, příklad: Bischofswerda), Grafen– („majetek hraběte“, příklad: Grafenwöhr), Königs– („králův“, příklad: Königsberg (Králova hora, dnes Kaliningrad), Kron– (majetek koruny, příklady: Kronstadt, Rügenwalde (jednou patřil Rujánskému knížectví), Königstein (Králův týn), .
Předpona „Bad“ značí, že město je oficiálně známé jako lázeňské. Příkladem jsou města Bad Kissingen nebo Bad Pyrmont. Některá města jako například Aachen tuto předponu nepoužívají, i když mohou.
Často jméno zakladatele obce nebo prvního osadníka tvoří první část názvu místa (příklady Oettingen (zakladatelem byl Otto), Gerolfingen (zakladatelem byl Gerolf), Rappoltsweiler (zakladatel byl Ratbald nebo Ratbert)). Na území bývalého Ostsiedlungu je někdy obsaženo jméno lokátora jako první část jména (příklady: Hanshagen, kde lokátorem byl Hans).